# Gogoșari (gmina)
Gogoșari – gmina w Rumunii, w okręgu Giurgiu. Obejmuje miejscowości Drăghiceanu, Gogoșari, Izvoru i Rălești. W 2011 roku liczyła 1975 mieszkańców. 